# Шарл Месје
Шарл Месје (фр. Charles Messier; Бадонвиле, 26. јун 1730 — Париз, 12. април 1817) био је француски астроном који је остао запамћен по објављивању астрономског каталога са познатим објектима који су касније названи „Месјеовим објектима“.

## Биографија
Месје је рођен у Бадонвилеу, у француској покрајини Лорена, као десето од дванаестеро деце. Шесторо његове браће и сестара је умрло у детињству, а 1741. умро му је и отац. Шарлов интерес за астрономију подстакла је појава спектакуларне велике шесторепне комете из 1744. и помрачење Сунца видљиво из његовог родног града 25. јула 1748.
Године 1751. почео је да ради за Жозеф-Николаса Делила, астронома Француске морнарице, који му је рекао да пажљиво бележи сва посматрања. Месјеово прво документовано посматрање било је посматрање Меркуровог транзита 6. маја 1753.
Године 1764. постао је члан Краљевског друштва, а 1769. године изабран је за члана Шведске краљевске академије, такође, 30. јуна 1770. постао је члан Француске академије наука.